# Szótár

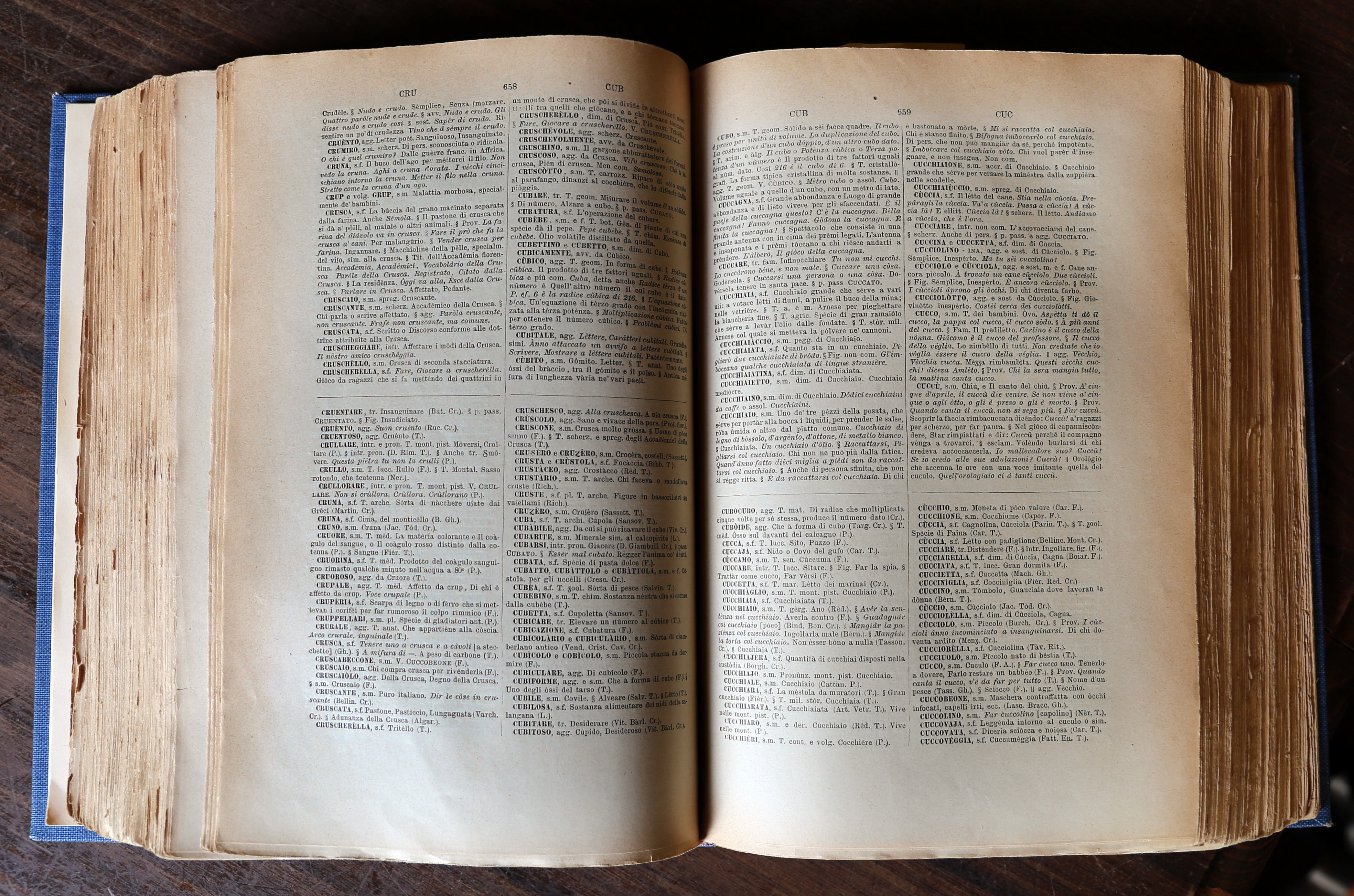

A szótár az az írásos, nyomtatott munka, amelynek a témája az egyes szavakhoz kapcsolódó ismeretek, elsősorban a szavak jelentése, és amelyben a szavak sorrendje a szavak jelentéseinek kapcsolata alapján, vagy a betűírást használó nyelvek esetében a szavak betűrendjében van kialakítva.
A nagyon régi szótárak jellemzően egynyelvűek voltak és tematikus sorrendben készültek. Ilyenformában rokonai a lexikonnak és az enciklopédiának, azonban a különbség lényeges, mivel az utóbbiakban az egyes címszavak nem a szavak jelentését, hanem a megnevezett tételhez kapcsolódó, tényeknek tekintett ismereteket tartalmazzák.
A szótári jelentés rendszerint egy rövid meghatározás az adott szó értelméről, azaz annak megfogalmazása, hogy milyen más szavak válthatják ki az eredeti kifejezést. Ez a megoldás egynyelvű szótárak esetében jól mutatja, hogy a nyelv rekurzió terméke, azaz egy szókincs áll rendelkezésünkre, és ennek elemeit váltogatva használjuk fel a szókincs minden eleme jelentésének meghatározására.
A szótárak szóanyaga rendszerint szűkebb, mint egy nyelv szókincse, és a használat célja, igényei szerint alakul. A legrégebbi szótárak egyike a nehéz szavak szótára volt, a leggyakrabban használt szótár a helyesírási szótár, míg a legszámosabb szótár típusnak a szószedet, vagy glosszárium számít, amely egy adott írásműhöz vagy feladathoz kapcsolódóan elkészített szójegyzék neve.
Az, hogy egy szótárban a szavak milyen csoportosításban vagy sorrendben követik egymást, az egyrészt az adott nyelvtől, másrészt a szótár adathordozójától függ. Amióta számítógépet használunk, nem szükségszerű, hogy egy elektronikus médiumon megvalósított szótár „lapja” ugyanúgy nézzen ki, mint egy könyv alakú szótáré, ahogy a keresés sem korlátozódik a lapozásra. A számítógép azt is lehetővé teszi, hogy a szavaknak ne csak az írott képe, hanem hangalakja is rögzíthető – és ezért hallható – legyen, számos más, a szavak jelentéséhez és használatához kapcsolódó egyéb ismerettel együtt.

## Szótártípusok
A szótár fizikai megvalósításán alapuló tipológiától eltekintve a szótárak lehetnek egy-, két- és többnyelvű szótárak, amely utóbbi kettő esetében az A nyelv szócikkeihez a B nyelven megadott jelentés tartozik, míg a többnyelvű szótár esetében a dolog kicsit bonyolultabb. Könyv alakú szótár esetében a többnyelvű szótárak készítői kénytelenek bevezetni egy számjegy azonosítót, és kiválasztani egy A vezérnyelvet. Ezután a keresés lehetővé tétele érdekében készítenek egy betűrendes mutatót minden egyes nyelvhez, és a szavak számjegy azonosítója segítségével ki lehet keresni az A nyelvű kifejezés B, C, D stb. megfelelőit.
A szótár kiinduló anyaga és szerkesztői célja szempontjából vannak egynyelvű értelmező szótárak, amelyek szerkesztését többnyire lexikográfus nyelvészek végzik az adott nyelv írott és beszélt nyelvi megnyilatkozásainak igen széles mintáiból merítve. Ezeknek a kiinduló anyagoknak a neve korpusz, és elektronikusan is rögzítve vannak, a korábban cédulákra gyűjtögetett anyagokkal szemben.
Vannak továbbá szűkebb és tágabb tudományterületekhez kapcsolódóan készülő szakszótárak, amelyeknek készítői rendszerint nem lexikográfusok, hanem egyrészt az adott szakma művelői, másrészt egyúttal számítástechnikusok is, akik a szótárkészítéshez szükséges szoftverelemeket maguk is elő tudják állítani. Mivel az utóbbi ismeretekkel egyre többen rendelkeznek, számos elektronikus szótár készül lexikográfiai szempontból laikus emberek munkájaként, esetenként annak megfelelő minőséggel.
A legnagyobb nyomtatott szótár jelenleg az Oxford English Dictionary, a legmerészebb internetes szótári vállalkozásnak pedig a Wortnik tűnik, amely a szavak minden eddiginél szélesebb körét kívánja bemutatni.

## A szótárak minősége
A szótárak minőségét a látszat szintjén a szótár kiadója, múltja, a kiadások száma, a szóanyag bősége stb. jelzi.
Valójában azonban mivel a szótár információkat megtestesítő termék, a minőséget meghatározó szempontok mások. Az első, hogy kinek készült a szótár, megfelel-e a használó igényeinek. Mivel a legtöbbet használt szótárak a kétnyelvű szótárak, és a használat célja az idegennyelv-tanulás, a kétnyelvű szótárak használói igen különböző tudással és ezért eltérő igényekkel jellemezhetők. Ez a tény esetenként tükröződik a szótár minőségében.
Függetlenül a szótárhasználó tudásszintjétől a szótárban található címszavakhoz kapcsolódóan az információtól azt várjuk el, hogy az legyen igaz, pontos, megbízható, naprakész, teljes, érthető, világos, releváns, érvényes, könnyen kezelhető, hozzáférhető stb. Végül a mai szövegfeldolgozási technológiai eljárások egy sor új ismeret előállítását is lehetővé teszik a szavakhoz kapcsolódóan, és az is kívánatos, hogy ezek az ismeretek helyet kapjanak egy -egy szócikk kapcsán. Az Oxford Dictionary of Contemporary English például közli, hogy egy adott szó milyen használati gyakorisággal szerepel az angol nyelvben, és ezzel orientálja a tanulót a tanulásban.

## Szótárkészítési eszközök
A szótárkészítés a szótár címszavainak kiválasztásával kezdődik, amely nyelvenként eltérő problémákhoz vezet. Az angol nyelv esetében a kiválasztott azonos alakú szavak (homonima) között különbséget kell tenni, és ez általában az adott szó szófaj osztályba sorolásával oldható meg. További probléma, hogy ugyanaz a szófajú szó több jelentéssel és értelemmel bír, és ahogy kivesszük a szót az eredeti szövegkörnyezetéből, bizonytalanná (többértelművé) válik annak jelentése. Ezért akár az eredeti szöveg beillesztésével, akár annak speciális vagy szakterületi megjelölésével, akár anélkül, számozott jelentésváltozatokat adunk meg egymás után.
A toldalékoló magyar nyelv esetében a kiválasztott szövegben előforduló szavakat először meg kell fosztani a végződésektől, lemmatizálni kell, hogy megkapjuk a szótövet (lemma). Ezek válhatnak azután szócikkekké (lexéma). Maguknak a jelentéseknek a megadása sem egyformán történik az adott szó szófajától függően, mivel főnevek esetében valószínűleg definíciót használunk, igék és melléknevek esetében pedig szinonimákat. A szavak szótári alakra való lepusztítását lemmatizáló program segítségével végezzük el, az ilyen programok képezik az alapját a számítógépes helyesírásellenőrzésnek.
Maguknak a szavaknak a kiválasztását egy adott szövegből szintén egy számítógépes program fajtával, a konkordancia elemző segítségével végezzük.
Ez a program a szöveg összes szavát sorrendbe rakja gyakoriság és/vagy ábécé szerint. Ezen adatok alapján eldönthető, hogy mely szavakra van szükség a szótárban, melyekre nincs. Mivel ezzel a szó jelentéséhez tartozó rész még nincs meg, ugyanez a program könyvtárosi használatból ismert KWIC rutinja segítségével, amely megmutatja az adott szó összes előfordulását minden környezetében, magunk fogalmazzuk meg a jelentést, és/vagy felhasználjuk a szó környezetben adott előfordulását példaképpen.
A KWIC programhoz hasonlóan működnek az egyszerre több szótárban kereső (alignment) programok, amelyek megmutatják a szó jelentését esetenként akár egy tucat különböző szótárban, és nekünk kell eldöntenünk, hogy melyik esettel állunk szemben. Fontos megjegyezni, hogy mivel az ember mindig értelmes, jelentéssel bíró dolgokat keres a környezetében, nagyon gyakran tévedünk úgy, hogy rossz „helyen” keressük a szó jelentését.
Egészen más a tennivalónk, ha a szótárat nem betűrendes fekvésben, hanem belső tartalmi összefüggések alapján, tezauruszként akarjuk elkészíteni. A Longman kiadó Longman Lexicon kiadása illusztrálja ezt a megoldást, amely másfajta, de szintén nagyon fontos igényeket elégít ki. Természetesen a tezauruszépítésnek is vannak számítógépes eszközei, és magyar tezauruszok is készültek számítógéppel. Ungvári Rudolf könyvtáros ennek legismertebb képviselője.
A tezauruszok gyakran decimális vagy más számjegyes azonosítót alkalmaznak a szavak közti összefüggések illusztrálására. A szavak, mint fogalmakat jelölő pontok összefüggéseinek és viszonyainak megjelenítésével, azok grafikus, képszerű ábrázolásával is többen kísérleteztek. Emellett a hypertext eszközök használatával olyan szótár is készült, amely saját definícióit alkotó minden egyes szó szócikként való kezelését, azaz az ahhoz tartozó jelentés azonnali megjelenítését teszi lehetővé. Mindez arra utal, hogy a megértéshez „képet kell alkotnunk”, „képben kell lennünk”, és így az egymás közelségében lévő szavak segítségével kell létrehoznunk a mentális képet, a jelentést. A jelentéshez tehát mindig szükség van a kontextusra, nemcsak az adott szó szövegkörnyezetére, hanem az olvasó és/vagy beszélő által abban a pillanatban észlelt és ismert, a jelentést módosító tágabb összefüggések ismeretére is.

## A szóalapú szótárak meghaladása
Mivel a szótárazási igényeknek csak egy része elégíthető ki egyetlen elszigetelt szó jelentésének megadásával, egyre több szótár készül az egyszavas kifejezést meghaladó szövegek szótári formában való összeállításával. A leggyakrabban a kollokációs szótárak, az idiómaszótárak és a kifejezésszótárak szolgálnak ilyen megoldással. A betűrendes szerkezetű szinonimaszótárak elégtelen és „hamis” volta vezette el Bartos Tibort, hogy elkészítse a Magyar szótárt, amely egyedülálló emberi teljesítmény, és amely rendhagyó tezaurusznak és szinonima szótárnak tekinthető. Bartos kifejti, hogy szinonimák nincsenek is, csak egymással helyettesíthető szavak vannak, vagyis rámutat a nyelv rekurzív jellegére, amelyről különben megfeledkezünk.
Bartos kiinduló „kategóriái” (a láncszemek horgonyai) szófajok szerinti csoportosításban
(saját feldolgozás, tehát nem engedélyköteles). Az asszociációkat lefelé olvasva lehet látni
- Ige		Főnév		Melléknév		Határozó
- van		állapot		fontos
- Nincs		helyzet		mellékes
- utánoz	 kapcsolat	kölcsönös
- alkot		rokonság	azonos
- készít		különbség	más
- illik		termelés	egyforma
- egyenlít	szemmérték	változatos
- kiválik	 fok		visszás
- elmarad 	átlag		nagy
- köt		növekedés	kicsi
- szétválaszt 	csökkenés	tiszta
- bomlik	 toldás		kevert
- erjed		elvonás		helytálló
- Él vele	 többlet		esendő
- mellőz	 maradék	 	teljes
- rendez	 egyesülés	hiányos
- zavar		egész		idegen
- elöljáró	 rész		folytonos
- követ		alkotórész	általános
- félbeszakad	rend		egyéni
- gyűlik	 rendetlenség	szabályos
- szór		kezdet		szabálytalan
- emészt	 vég		számlálhatatlan
- kitaszít	közép		kettős
- igazodik 	állás		felezett
- elrugaszkodik gyűjtőhely	háromszoros
- igazodik	osztály		harmadolt
- megnégyszerez ismétlés	korai
- alakul		szám		kései
- helyettesít	számítás	új
- cserél		lajstrom	régi
- történik	negyedrész	változó
- okol		idő		változatlan
- terem		időzavar	Erős
- pusztul	 időszámítás	gyenge
- megújul	 időszak		termő
- segíti		jelen		meddő
- ellenzi	 múlt		heves
- borít		jövő		mérsékelt
- nyit		tavasz		hajlandó
- zár		fiatalság	bal
- stb.

A nem egytagú kifejezések keresése azonban problémát okoz, ezért a legtöbb szótárban ez nem is lehetséges. További probléma, hogy a számítógépes keresés is csak Boole-algebrai relációkat enged meg, és ezek szegényesek a szükségesekhez képest. Az igények ugyanis olyan megoldás keresésére ösztönöznek, amelyek felhagynak a címszavak kontextusának teljes elhagyásával vagy egyszerűsítésével, és megpróbálnak a kontextusból többet összekapcsolni vagy legalábbis azonnal hozzáférhetővé tenni egy adott szó jelentésének tisztázása kapcsán. Ez különösen a szótárak fordításkori használatánál jelentős. Mivel a fordítást is megsegítik a számítástechnikai eszközök, ma már a fordítás melléktermékeként fordítási memóriák készülnek, amelyek nem mások, mint kifejezés vagy mondat hosszúságú, nyelvpárokba rendezett, bővített tételű vagy „szócikk”-szótárak.
Egy szóhoz kapcsolódóan, az adott szócikkfejjel kapcsolatosan igen sokféle dolgot lehet tudni, illetve lehet rögzíteni egy szótárban. A teljesség igénye nélkül, a szó írott alakját (helyesírását), a szó hangalakját (kiejtését), a szó jelentését, a szó meghatározását, a szó szófaját, a szó kifejezésekben való előfordulásait, a szó képzett alakjait, a szó vonzatait, a szó stiláris, használati jellemzőit, besorolását, továbbá esetlegesen a szó szinonimáit, a szóhoz alá- és fölé rendelt kapcsolatban tartozó más szavakat (akár a definíció részeként, vagy a szó faj és nem viszonyait), és a szó szövegösszefüggéseit stb.
Bár egy szótár forgatásának különböző okai lehetnek, ez a körülmény nem látszik a könyvalapú szótárakon. A magyar nyelv külföldi tanulójának nehézséget jelent egy magyar egynyelvű szótár, de kisebb a probléma egy magyar számára, ha egynyelvű angol szótárban kutat. A Longman Lexicon például azt is megadja egy szóval (szócikkfejjel) kapcsolatosan, hogy milyen mondattani szerkezetbe illik be a szó, vagyis melyek a közvetlen környezetébe tartozó szófajok (mondatrészek). Más nyelvben ragozott alakokat feltételezve ez nyilván sokkal bonyolultabb. Az angolban egyébként a legérdekesebb ilyen szerkesztésű szótár a Word Finder, amelyet egy újságíró készített, hogy változatosabbá tegye a szóhasználatot. Ő azt adja meg, hogy adott igének milyen főnevek lehetnek a tárgyai vagy az alanyai, vagy adott főnevek milyen más szavakkal alkothatnak jelzős szerkezetet stb.
Mindenképp azt látszanak a mai technikák meghaladni, hogy csak egy szó legyen a keresés fókuszában, hogy csak egy szóra szűkítsük a fordítási problémát. Például a magyar éles szó különböző főnevekkel társulva arra mutat rá, hogy a két szó alapjelentését nem lehet külön-külön lefordítani, ismerni kell az "összetételt" is. (éles sarok, szög, kanyar, vita, nyelv, ész stb.)
A szövegben ehhez magukat a szavakat kellett tudni kódolni mondattani és egyéb formai ismérvek szerint, és megszülettek azok a szövegleíró programnyelvek, amelyek ezeket a lehetőségeket megteremtik.

## Külső hivatkozások
- Szótár.lap.hu – linkgyűjtemény

### Online szótárak
- szotar.com
- Magyar-angol szótár
- Angol-magyar szótár Archiválva 2011. szeptember 26-i dátummal a Wayback Machine-ben
- Genedict.net, régi latin, magyar, német és szlovák szótár
- Szótárs – Angol-Magyar, Magyar-Angol, Német-Magyar, Magyar-Német szótár
- Kétnyelvű internetes szótárak a SZTAKI honlapján
- Svenopus svéd-magyar magyar-svéd online értelmező szótár
- online szótárak a DictZone honlapján
- KirzeN – Multimédiás szótár 40 nyelven
- Deect – többnyelvű, fogalom-alapú szótár és nyelvtanulást segítő oldal
- orosz-magyar és magyar-orosz szótár
- Szotar.info: Angol – Magyar – Román interaktív szótár
- Angol-magyar és magyar-angol szótár, web és szövegfordítás
- Japán-Angol szótár beépített hiragana, katakana és kanji billentyűzettel
- MEK: kínai-magyar szótár
- www.dictionaries24.com/hu/
- CHDICT nyílt, közösségileg szerkesztett kínai-magyar szótár
- eszotar.hu: Tiszaújvárosból szerkesztett, online, angol-magyar/magyar-angol szótár

### Ajánlott irodalom
- Tóth Szergej, Földes Csaba, Fóris Ágota: Lexikológiai és lexikográfiai látkép: problémák, paradigmák, perspektívák. Szeged: Generalia 2004.